# Merobruchus knulli
Merobruchus knulli är en skalbaggsart som först beskrevs av White 1941.  Merobruchus knulli ingår i släktet Merobruchus och familjen bladbaggar. Inga underarter finns listade i Catalogue of Life.